# Tapeinidium
Tapeinidium es un género con 25 especies de helechos, originarias de Papua Nueva Guinea. Fue descrito por (Karel Presl) Carl Christensen y publicado en Index Filicum  fasc. 10: 631, en el año 1906.   La especie tipo es Tapeinidium pinnatum (Cav.) C.Chr.

## Especies
| - Tapeinidium acuminatum K.U.Kramer - Tapeinidium amboynense (Hook.) C.Chr. - Tapeinidium amplum Copel. - Tapeinidium atratum K.U. Kramer - Tapeinidium bartlettii Copel. - Tapeinidium biserratum (Blume) Alderw. - Tapeinidium brooksii (Copel.) C. Chr. - Tapeinidium buniifolium K.U. Kramer - Tapeinidium calomelanos K.U. Kramer - Tapeinidium denhami (Hook.) C. Chr. - Tapeinidium firmulum (Baker) C. Chr. - Tapeinidium gracile (Blume) v.A.v.R. - Tapeinidium lineare (Cav.) C. Chr. - Tapeinidium longipinnulum (Ces.) C. Chr. - Tapeinidium luzonicum (Hook.) K.U. Kramer - Tapeinidium marginale Copel. - Tapeinidium novoguineense K.U. Kramer - Tapeinidium obtusatum Alderw. - Tapeinidium oligophlebium (Baker) C. Chr. - Tapeinidium philippinense (Harr.) C. Chr. - Tapeinidium pinnatum (Cav.) C. Chr. - Tapeinidium prionoides K.U. Kramer - Tapeinidium stenocarpum Alderw. - Tapeinidium stenolobum (Baker) W.H.Wagner & Grether - Tapeinidium sumatranum Alderw. |